# Melina carballo

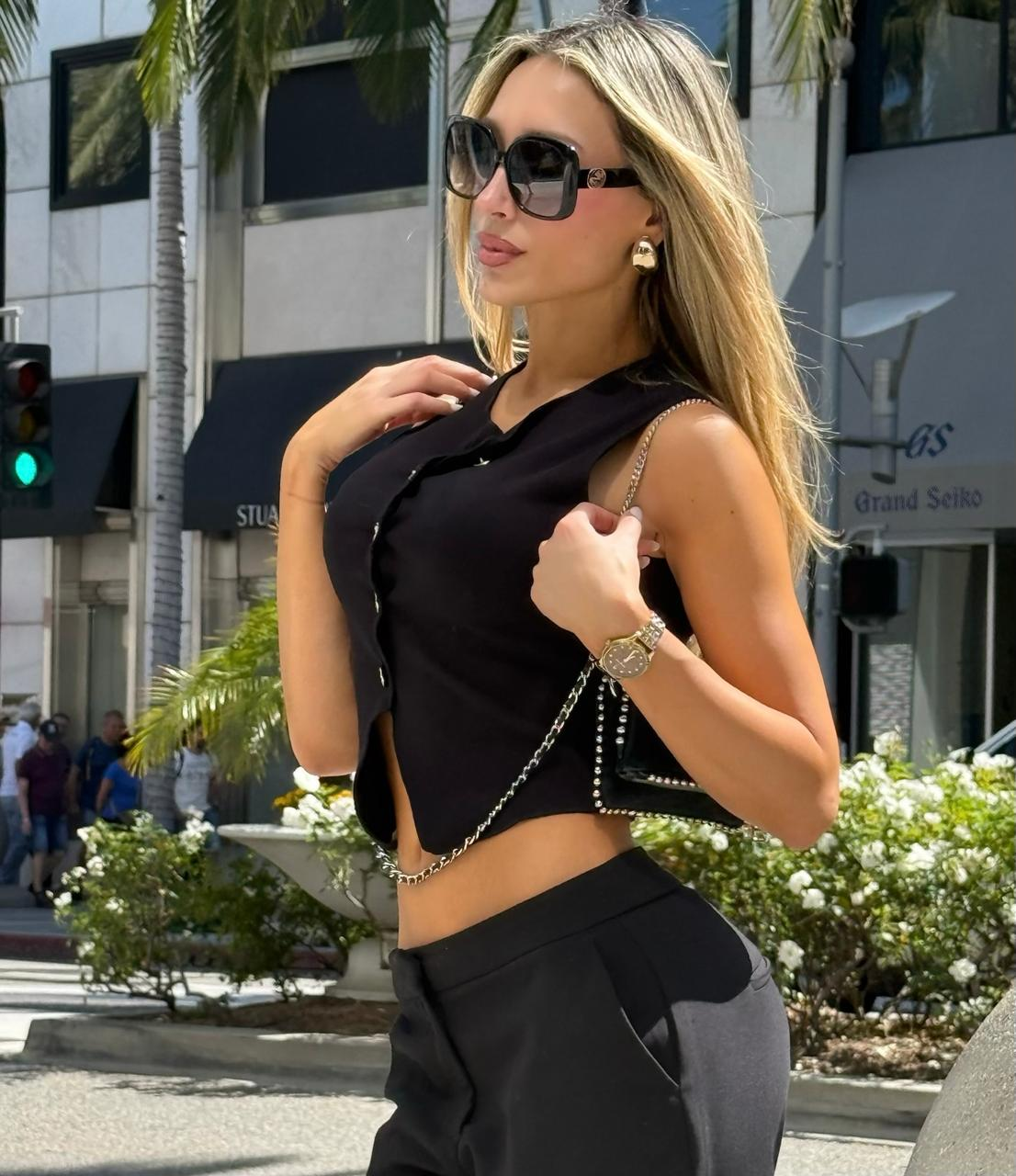
Foto de Melina Carballo / con autorización del autor

Melina Carballo Fagúndez (Salto, Uruguay, 1 de mayo de 1999) es una modelo, presentadora de televisión y reina de belleza uruguaya. Fue Miss Uruguay en tres ocasiones, representando al país en certámenes internacionales como Miss Mundo, Miss Grand International, Miss Earth y Miss Latinoamérica.

## Trayectoria en certámenes de belleza
En 2017 fue coronada Miss Uruguay, representando a su país en el certamen internacional Miss Grand International 2017, realizado en Las Vegas, Estados Unidos. Fue la primera uruguaya en participar de dicho concurso.  
Ese mismo año fue electa como Miss World Uruguay 2017, representando al país en Miss Mundo 2017, celebrado en China.
En 2018 representó a Uruguay en el certamen Miss Latinoamérica, realizado en Panamá.
Además, fue consagrada como Reina del Verano en Punta del Este.

## Carrera como modelo
Carballo ha desarrollado una carrera como modelo en Uruguay y en el extranjero, trabajando en campañas publicitarias, desfiles de moda y anuncios comerciales.

## Medios y televisión
En 2019 se desempeñó como conductora del programa televisivo Influencers Music, emitido por Canal 10 de Uruguay.
También ha tenido entrevistas y apariciones en medios como Caras, Gente, Para Ti y Sábado Show.

## Formación académica
Actualmente reside en Buenos Aires, Argentina, donde cursa la carrera de Psicología en la Universidad del Salvador.